# Helius atroapicalis
Helius atroapicalis är en tvåvingeart som beskrevs av Alexander 1978. Helius atroapicalis ingår i släktet Helius och familjen småharkrankar. Inga underarter finns listade i Catalogue of Life.